# Роберт Брюс, 1-й граф Ейлсбері
Роберт Брюс, 1-й граф Ейлсбері і 2-й граф Елґін, PC, FRC (прибл. ,ерезень 1626 – 20 жовтня 1685) — шотландський політичний діяч, який був членом Палати громад з 1660 по 1663 роки, коли він успадкував титул свого батька як граф Елґін .

## Життя
Роберт Брюс був сином Томаса Брюса, 1-го графа Елґіна, від його першої дружини Енн Чічестер. Його портрет, як «лорда Кінлос» у віці 9 років, написав Корнеліус Джонсон. У 1642–1646 роках він здійснив великий тур Європою 

Герб графів Елґін

За життя свого батька лорд Брюс, як його називали, був членом парламенту від Бедфордширу в Конвент-парламенті в 1660 році та в Кавалерському парламенті в 1661 році, доки він успадкував титули свого батька, ставши 2-м графом Елґін у 1663 році. Наступного року він отримав новостворений титул графа Ейлсбері 18 березня 1664 року, а також віконта Брюса Амптілла і барона Брюса Скелтона за його заслуги в проведенні Реставрації Англії. Він був лордом-лейтенантом Бедфордширу з 1660 року разом з графом Клівлендом і єдиним з 1667 року до своєї смерті.
У жовтні 1678 року лорд Ейлсбері отримав звання таємного радника (PC) і джентльмена спальні. Він був лордом-лейтенантом Кембриджшира та Гемпшира з 1681 року до своєї смерті. У 1685 році він отримав статус члена Королівського наукового товариства та лорда-камергера 30 липня 1685 року.
Роберт Брюс помер у 1685 році у віці 58 років у Готон-Гаузі, на північ від Амптілла, Бедфордшир, і був похований 26 жовтня того ж року в Молдені. Його вдова, графиня Ейлсбері, у 1686 році побудувала неподалік будинок Амптгілл, як власне «приданий дім вдови». До цього часу сім'я Брюсів мала великі маєтки, серед яких були: замок Ворлтон, Вест-Танфілд, Менфілд і пріорство Клеркенвелл.

## Шлюб і потомство
16 лютого 1645 року Роберт Брюс одружився з леді Діаною Ґрей, дочкою Генрі Ґрея, 1-го графа Стемфорда та леді Енн Сесіл. У них було сімнадцять дітей, дев'ятеро з яких, видать, дожили до дорослого віку:
- Шановний Едвард Брюс (нар. 1644/5, пом. 1662)
- Томас Брюс, 2-й граф Ейлсбері (нар. 1656, пом. 16 грудня 1741) [7]
- Шановний Генрі Брюс (нар. 1656?, помер молодим)
- Леді Діана Брюс (пом. 15 липня 1672), вперше вийшла заміж за сера Сеймура Ширлі, 5-го баронета, 29 січня 1666; [8] вдруге 10 листопада 1671 року вийшла заміж за Джона Меннерса, лорда Руса, який став герцогом Ратлендом після її смерті. [9]
- Леді Мері Брюс (нар. 31 грудня 1657, р. 15 травня 1711) [10] вийшла заміж за сера Вільяма Волтера, 2-го баронета . [11]
- Леді Крістіана (або Крістіан) Брюс (нар. 1658) [12] вперше вийшла заміж 4 червня 1677 року в Амптгіллі за Джона Ролла (пом. 1689), старшого сина та спадкоємця сера Джона Ролла зі Стівенстоуна, Девон (пом. 1706), з яким вона мала двох синів, Роберта Ролла ( прибл. 1677 -18 листопада 1710) і Джона Ролла (1679–1730); [13] вдруге вийшла заміж за сера Річарда Ґейєра (або Ґейєра/Ґіра) зі Сток-Поґеса, Бакінґемшир.
- Леді Енн Брюс (1-ша Енн, прибл. 1660 р. пом. до 1717), [14] вийшла заміж за сера Вільяма Річа, 2-го баронета в 1672 році [15]
- Шановний Роберт Брюс (1-й Роберт?, пом. 1652)
- Шановний Чарльз Брюс (пом. 1661)
- Шановний Бернард (або Барнард) Брюс (нар. 1666, пом. 1669)
- Леді Арабелла Брюс (померла молодою)
- Леді Енн Шарлотта Брюс (2-га Енн, пом. 13 березня 1713) [16] вийшла заміж за сера Ніколаса Баґенала з Ньюрі, онука Генрі Баґенала[17]
- Леді Генрієтта Брюс, вийшла заміж за Томаса Оґла.
- Шановний Роберт Брюс (2-й Роберт?, пом. 1728)
- Шановний Джеймс Брюс (пом. 1738)
- Леді Крістіан Брюс (2-а Крістіан?, пом. молодою).
- Леді Елізабет Брюс (померла молодою).

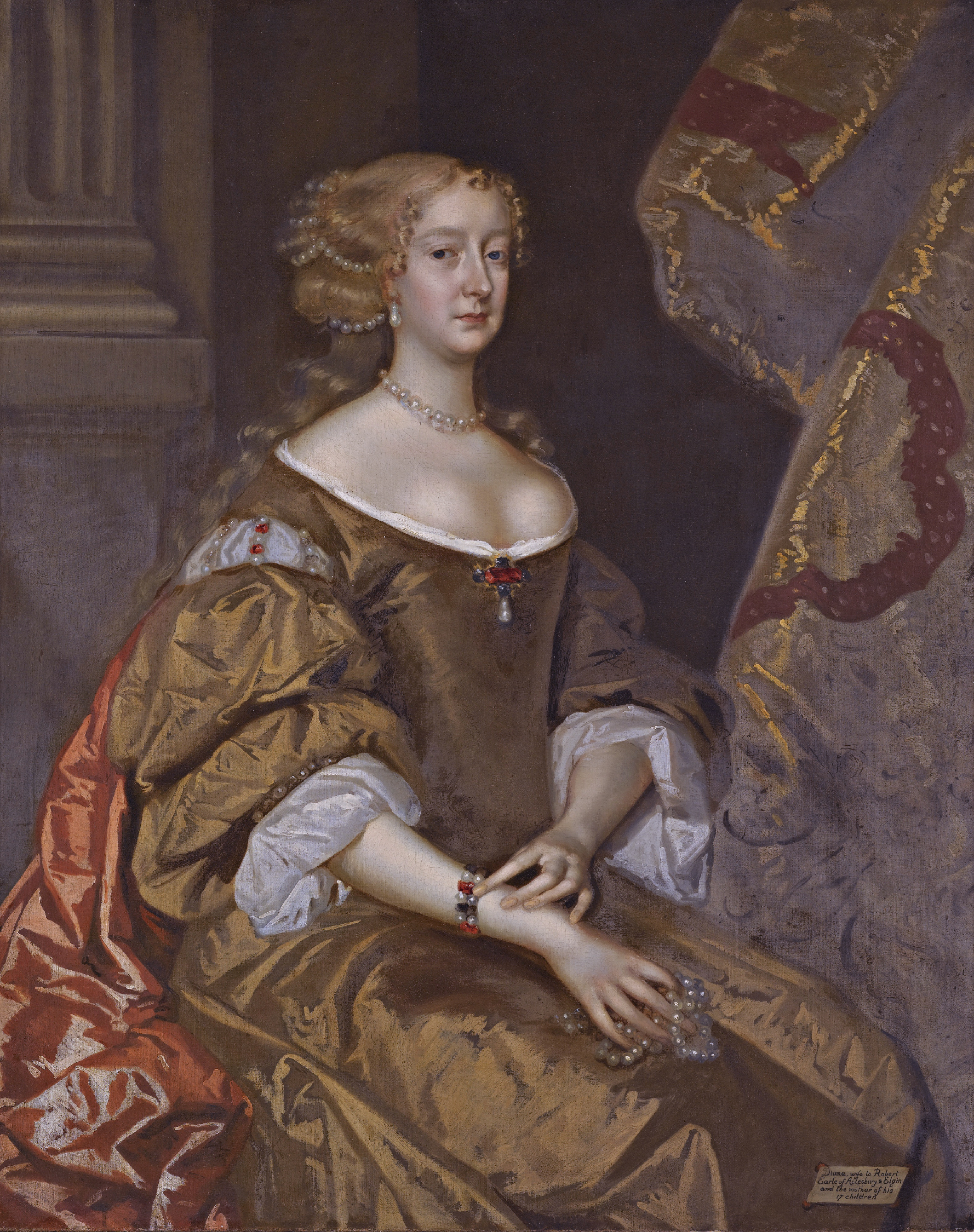
Діана Ґрей, графиня Ейлсбері, художник Анрі Ґаскар